# Damn the Torpedoes
Damn the Torpedoes es el tercer álbum de estudio del grupo estadounidense Tom Petty and the Heartbreakers, publicado por la compañía discográfica Backstreet Records en octubre de 1979. Fue el primer álbum de Petty publicado en el sello Backstreet Records, distribuido por MCA Records, y supuso el primer gran éxito comercial y de crítica del músico al alcanzar el puesto dos de la lista estadounidense Billboard 200. En 2003, la revista Rolling Stone lo situó en el puesto 313 de la lista de los 500 mejores álbumes de todos los tiempos.

## Antecedentes y grabación
El contrato discográfico de Tom Petty fue reasignado a MCA Records cuando su anterior sello, Shelter Records, y su distribuidora, ABC Records, fue vendido a MCA en 1979. MCA se hizo cargo de los derechos sobre la música publicada por Petty, lo que le enfureció, y respondió declarando la bancarrota como táctica para anular su contrato con MCA. Al final, la compañía discográfica se echó atrás, y Petty renegoció un acuerdo que le permitió retener los derechos de publicación y formar su propio sello, Backstreet Records, distribuido a través de MCA.
El álbum, producido por Jimmy Iovine, fue grabado en los Sound City Studios de Van Nuys (California) y en los Cherokee Studios de Hollywood (California). El título del álbum hace referencia a una famosa cita del almirante David Farragut: Damn the torpedoes, full speed ahead! —en español: «¡Malditos torpedos! ¡A toda velocidad!».

## Lanzamiento y repercusión
El álbum fue un gran avance para Petty y los Heartbreakers. Fue su primer top 10 álbumes subiendo al #2, durante siete semanas y se mantuvo desde el #1 de Pink Floyd, The Wall, en la tabla de álbumes Billboard. Produjo dos canciones que estuvieron en el top 15 en el cuadro Billboard Hot 100 singles: "Don't Do Me Like That" (#10) y "Refugee" (#15). Gracias a la nueva coproductor de Jimmy Iovine, Damn the Torpedoes demostró ser un gran paso adelante en la producción.
La recepción de la crítica en general refleja el éxito comercial del álbum. La revisión original en la revista Rolling Stone dijo que era el "álbum que todos hemos estado esperando". Las opiniones que le siguieron continuaron con la misma tendencia y fue calificado como "uno de los grandes discos de la era del rock" culminando con su colocación en la lista de Rolling Stone de los 500 mejores álbumes de todos los tiempos.

### Relanzamientos
El álbum fue remasterizado digitalmente por Joe Gastwirt y reeditado en 2001 en HDCD. El 9 de noviembre de 2010, una edición de lujo del álbum fue lanzado en tres formatos, un juego de 2 CD, un juego de 2 LP de 180 g. más un paquete de lujo y un paquete de Blu-ray disc de audio. Todas las pistas (originales e inéditas) fueron remasterizados de las cintas maestras originales analógicos por Chris Bellman en Bernie Grundman Mastering Studios en Hollywood, CA.

## Lista de canciones
Todas las canciones escritas y compuestas por Tom Petty excepto donde se anota. 
| Cara A |                                     |                          |          |  |
| N.º    | Título                              | Escritor(es)             | Duración |  |
| 1.     | «Refugee»                           | Tom Petty, Mike Campbell | 3:22     |  |
| 2.     | «Here Comes My Girl»                | Tom Petty, Mike Campbell | 4:27     |  |
| 3.     | «Even the Losers»                   |                          | 3:35     |  |
| 4.     | «Shadow of a Doubt (A Complex Kid)» |                          | 4:25     |  |
| 5.     | «Century City»                      |                          | 3:45     |  |

| Cara B |                                  |          |  |
| N.º    | Título                           | Duración |  |
| 1.     | «Don't Do Me Like That»          | 2:44     |  |
| 2.     | «You Tell Me»                    | 4:35     |  |
| 3.     | «What Are You Doin' in My Life?» | 3:27     |  |
| 4.     | «Louisiana Rain»                 | 5:54     |  |

## Personal
Tom Petty & The Heartbreakers
- Tom Petty: voz principal y coros, guitarras de seis cuerdas y doce cuerdas y armónica
- Mike Campbell: guitarras de seis y doce cuerdas, sintetizadores, acordeón y bajo
- Benmont Tench: piano, órgano, armonio y coros
- Ron Blair: bajo
- Stan Lynch: batería y coros

Otros músicos
- Donald "Duck" Dunn: bajo en "You Tell Me"

## Posición en listas
| País           | Lista                   | Posición |
| -------------- | ----------------------- | -------- |
| Estados Unidos | Billboard 200           | 2        |
| Nueva Zelanda  | New Zealand Music Chart | 1        |
| Países Bajos   | Mega Album Top 100      | 27       |